# San Giorgio Piacentino
San Giorgio Piacentino är en ort och kommun i provinsen Piacenza i regionen Emilia-Romagna i Italien. Kommunen hade 5 609 invånare (2018).